# Rodrigo Afonso Fagundes
 Rodrigo Afonso Fagundes  nasceu c.1490 e foi filho de Gonçalo Afonso Cerqueira, um filho de Afonso Gonçalves de Novais e Margarida Rodrigues Cerqueira. A sua mãe foi Catarina Fagundes ‘a Fagunda’, filha de João Álvares Fagundes.
Rodrigo foi pai de:
1. Manuel Rodrigues Fagundes = Maria Cardoso Machado
2. Isabel Rodrigues Fagundes, que casou com Gil Anes Curvo e tiveram Maria Rodrigues Fagundes que casou com Fernão Vaz Fagundes
3. Inês Rodrigues Fagundes casou com Afonso Gonçalves de Antona Baldaia (or Baldaya), que foi um dos primeiros colonos da ilha Terceira, para onde partiu com o donatário da dita ilha, Jácome de Bruges, ou, segundo outros escritores com o donatário da Praia da Vitória, Álvaro Martins Homem, de quem foi lugar tenente.